# Salsola swakopmundi
Salsola swakopmundi är en amarantväxtart som beskrevs av Viktor Petrovitj Botjantsev. Salsola swakopmundi ingår i släktet sodaörter, och familjen amarantväxter. Inga underarter finns listade i Catalogue of Life.